# Grup Balear d'Ornitologia i Defensa de la Naturalesa

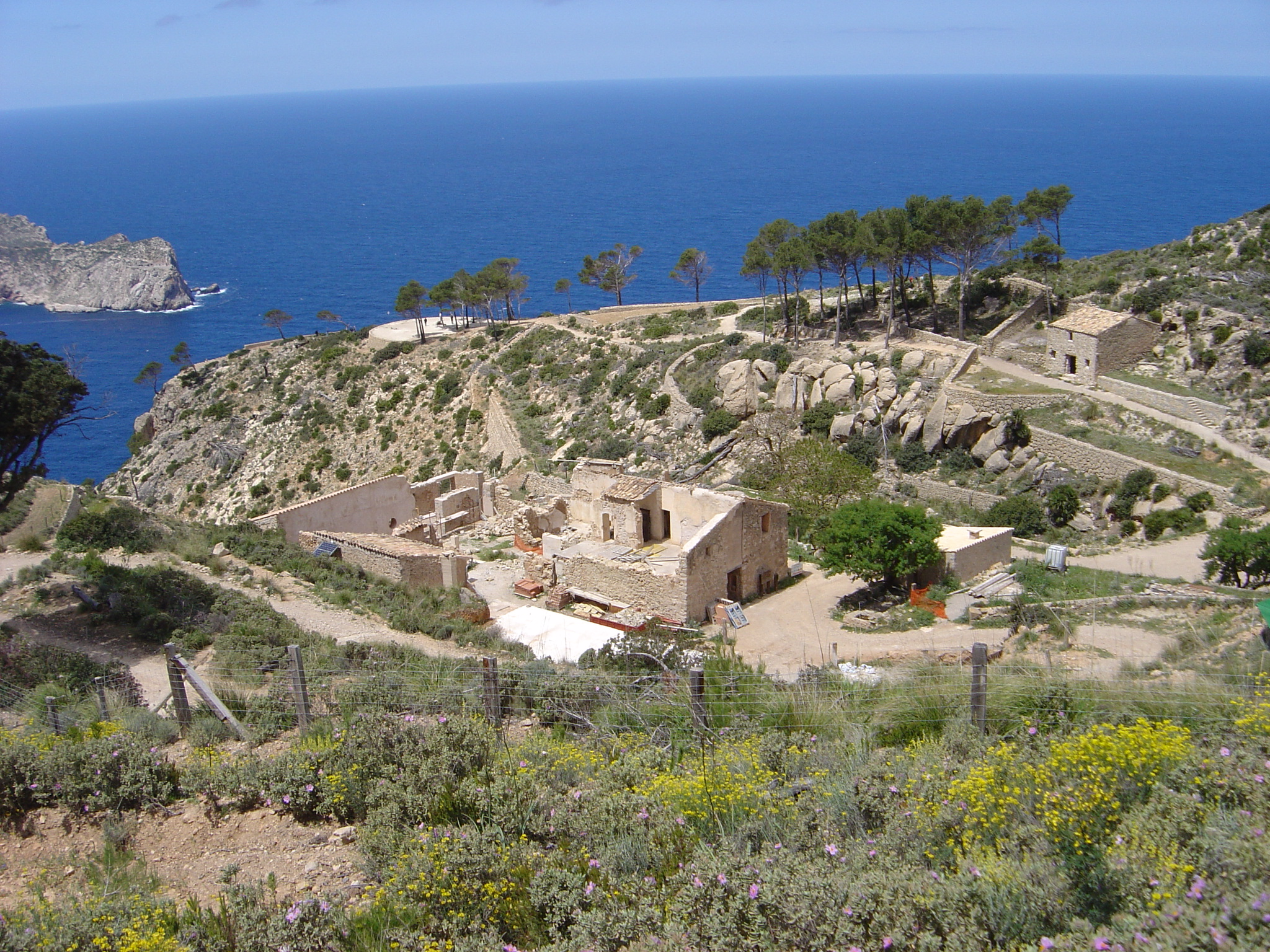
La finca de La Trapa (Mallorca), adquirida pel GOB per a la seva conservació.

El Grup Balear d'Ornitologia i Defensa de la Naturalesa (GOB, a causa del seu primer nom: Grup d'Ornitologia Balear) és una associació no governamental fundada el 1973. S'estructura en quatre seccions insulars (GOB-Mallorca, GOB-Menorca, GOB-Eivissa (GEN) i GOB-Formentera.)
El fundador va ser Josep Maria Casasayas Truyols, sense afany lucratiu i declarada d'Utilitat Pública, els objectius de la qual són la defensa, la divulgació i l'estudi de la natura i el medi ambient a les Illes Balears.
Les seves activitats, desenvolupades en bona part per persones voluntàries, se centren principalment en l'educació ambiental en escoles i a l'aire lliure, les campanyes per la protecció d'espais naturals de gran valor ecològic, la recuperació d'animals silvestres accidentats, la realització d'estudis sobre zoologia i botànica, el muntatge d'exposicions fixes i itinerants o en la recuperació de la finca de La Trapa, a Andratx (Mallorca).
És membre de la Unió Mundial per a la Conservació de la Natura (UICN) i de l'Oficina Europea de Medi Ambient (OEMA). Entre les seves actuacions, destaquen la recuperació d'espècies en perill d'extinció, la implantació de mesures ambientals com l'estalvi de recursos o el reciclatge, l'educació ambiental. Té una secció ornitològica de molta activitat des de la seva fundació.

## Guardons
- 1988: Premi Francesc de Borja Moll dels Premis 31 de desembre de l'Obra Cultural Balear.[1]
- 2002: Medalla d'Or de la Comunitat Autònoma de les Illes Balears.[3]